# 니키타 (1997년 드라마)
니키타(La Femme Nikita)는 1997년부터 2001년까지 방영된 드라마이다.